# دیوید بویی (آلبوم ۱۹۶۷)
دیوید بویی (انگلیسی: David Bowie) نخستین آلبوم استودیویی موسیقی‌دان انگلیسی دیوید بویی است که ابتدا در بریتانیا در ۱ ژوئن ۱۹۶۷ از طریق دکا، شرکت تابعه دریم رکورد منتشر شد. این آلبوم که به‌دست مایک ورنون تهیه‌کنندگی و از نوامبر ۱۹۶۶ تا مارس ۱۹۶۷ در لندن ضبط شد، دنبالهٔ تک‌آهنگ‌هایی بود که بویی برای پای رکوردز منتشر کرد و نتوانست در جدول فروش راه یابد. ورنون تعداد زیادی از نوازندگان استودیویی را برای جلسات ضبط آلبوم به کار گرفت. بویی و هم‌گروهی سابقش، درک فرنلی، موسیقی آلبوم را خودشان با استفاده از کتاب راهنمای موسیقی ساختند.
این آلبوم، موسیقی باروک پاپ و آوای میوزیک هال متأثر آنتونی نیولی و سبک‌های ادواردی گروه‌های راک معاصر بریتانیا را به نمایش می‌گذارد. قطعات آلبوم به جای سازهای سنتی موسیقی پاپ در آن زمان، عمدتاً با سازهای بادی چوبی و برنجی ارکستری اجرا می‌شوند، اگرچه برخی از ترانه‌ها دارای گیتار هستند. اشعار آلبوم دارای روایت‌های شاد تا داستان تلخ هستند و به موضوعاتی مانند معصومیت دوران کودکی تا مصرف تفریحی دارو و تمامیت‌خواهی (ایدئولوژی‌هایی که بویی در آثار بعدی خود گنجانده است) می‌پردازند.
این آلبوم که با میکس مونو و استریو منتشر شد، بازخوردهای مثبتی از سوی روزنامه‌نگاران موسیقی دریافت کرد، اما به دلیل عدم تبلیغ از طرف دریم با شکست تجاری مواجه شد. قرار بود دو قطعه از آن در ایالات متحده منتشر شوند اما لغو شد. پس از انتشار، بویی ترانه‌های بیشتری را برای دریم ضبط کرد که همه آن‌ها رد شدند و منجر به خروج او از این ناشر شد. بررسی‌های گذشته‌نگر این آلبوم را با آثار بعدی بویی مقایسه می‌کند و آن را نمی‌پسندند، اما برخی آن را بر حسب شرایط خودش به‌طرز مثبت ارزیابی می‌کنند. این آلبوم با نسخه لوکسی در سال ۲۰۱۰ مجدداً منتشر شد که هم میکس و هم سایر قطعات آن دوره را در بر می‌گرفت.